# 圣莱热莱梅莱兹
圣莱热莱梅莱兹（法語：Saint-Léger-les-Mélèzes，法語發音：[sɛ̃ leʒe le melɛz]）是法国上阿尔卑斯省的一个市镇，位于该省中部偏西，属于加普区。

## 地理
圣莱热莱梅莱兹（44°38'38"N, 6°11'54"E）面积6.76 平方千米，位于法国普罗旺斯-阿尔卑斯-蓝色海岸大区上阿尔卑斯省，该省份为法国东南部内陆省份，北起萨瓦省，西北接伊泽尔省，西南接德龙省，南至上普罗旺斯阿尔卑斯省，东北部与意大利接壤。
与圣莱热莱梅莱兹接壤的市镇（或旧市镇、城区）包括：昂塞勒、沙博特、圣让-圣尼古拉。

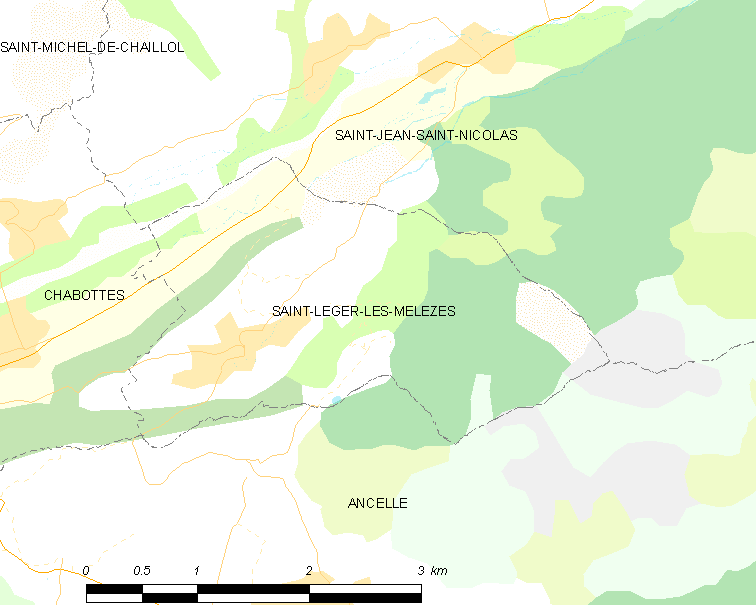
圣莱热莱梅莱兹的OSM定位图

圣莱热莱梅莱兹的时区为UTC+01:00、UTC+02:00（夏令时）。

## 行政
圣莱热莱梅莱兹的邮政编码为05260，INSEE市镇编码为05149。

## 政治
圣莱热莱梅莱兹所属的省级选区为圣博内昂尚索尔县。

## 人口

1962-2008年间圣莱热莱梅莱兹人口变化图示

圣莱热莱梅莱兹于2022年1月1日时的人口数量为369人。